# Характер (теория чисел)
Характер (или числовой характер, или характер Дирихле), это определённая арифметическая функция, которая возникает из вполне мультипликативных характеров на обратимых элементах {\displaystyle \mathbb {Z} /k\mathbb {Z} }.  Характеры Дирихле используются для определения L-функций Дирихле, которые являются мероморфными функциями со множеством интересных аналитических свойств. 
Если {\displaystyle \chi } является характером Дирихле, его L-ряд Дирихле определяется равенством 
{\displaystyle L(s,\chi )=\sum _{n=1}^{\infty }{\frac {\chi (n)}{n^{s}}}}
где s — комплексное число с вещественной частью > 1. Путём аналитического продолжения эта функция может быть продолжена до мероморфной функции на всей комплексной плоскости. L-функции Дирихле являются обобщением дзета-функции Римана и заметно проявляются в обобщённых гипотезах Римана.
Характеры Дирихле названы в честь Петера Густава Лежёна Дирихле.

## Аксиоматическое определение
Характер Дирихле — это любая  функция {\displaystyle \chi } на множестве целых чисел {\displaystyle \mathbb {Z} } с комплексными значениями, имеющая следующие свойства:
1. Существует положительное целое число k, такое что {\displaystyle \chi (n)=\chi (n+k)} для любых n.
2. Если n и k не взаимно просты, то {\displaystyle \chi (n)=0}; если же они взаимно просты, {\displaystyle \chi (n)\neq 0}.
3. {\displaystyle \chi (mn)=\chi (m)\chi (n)} для любых целых m и n.

Из этого определения можно вывести некоторые другие свойства.  
Согласно свойству 3) {\displaystyle \chi (1)=\chi (1\times 1)=\chi (1)\chi (1)}. Поскольку  НОД(1, k) = 1,  свойство 2) гласит, что {\displaystyle \chi (1)\neq 0}, так что  
1. {\displaystyle \chi (1)=1}.

Свойства 3) и 4) показывают, что любой характер Дирихле {\displaystyle \chi } является вполне мультипликативным характером. 
Свойство 1) говорит, что характер является периодической функцией с периодом k. Мы говорим, что {\displaystyle \chi } является характером по модулю k. Это эквивалентно утверждению, что 
1. если {\displaystyle a\equiv b{\pmod {k}}}, то {\displaystyle \chi (a)=\chi (b)}.

Если НОД(a,k) = 1, теорема Эйлера утверждает, что  {\displaystyle a^{\varphi (k)}\equiv 1{\pmod {k}}} (где {\displaystyle \varphi (k)} является функцией Эйлера).  Таким образом, согласно свойствам 5) и 4), {\displaystyle \chi (a^{\varphi (k)})=\chi (1)=1}, а по свойству 3) {\displaystyle \chi (a^{\varphi (k)})=\chi (a)^{\varphi (k)}}. Следовательно,  
1. Для всех a, взаимно простых с k, {\displaystyle \chi (a)} является {\displaystyle \varphi (k)}-ым комплексным корнем из единицы,

 то есть {\displaystyle e^{2ri\pi /\varphi (k)}} для некоторого целого {\displaystyle 0\leqslant r<\varphi (k)}.
Единственный характер с периодом 1 называется тривиальным характером. Заметим, что любой характер обращается в 0 в точке 0, за исключением тривиального, который равен 1 для всех целых чисел. 
- Характер, принимающий значение 1 на всех числах, взаимно простых с {\displaystyle k}, называется главным:
{\displaystyle \chi _{0}(n)=\left\{{\begin{array}{ll}1,&{\text{НОД}}(n,\;k)=1;\\0,&{\text{НОД}}(n,\;k)\neq 1.\end{array}}\right.}[2].
  - В группе характеров по модулю {\displaystyle k} он играет роль единицы.

Характер называется вещественным, если он принимает только вещественные значения. Характер, не являющийся вещественным, называется комплексным
Знак характера {\displaystyle \chi } зависит от его значения в точке −1. Говорят, что {\displaystyle \chi } нечётный, если {\displaystyle \chi (-1)=-1}, и чётный, если {\displaystyle \chi (-1)=1}.

## Построение через классы вычетов
Характеры Дирихле могут рассматриваться в терминах группы характеров группы обратимых элементов кольца {\displaystyle \mathbb {Z} /k\mathbb {Z} } как расширенные характеры классов вычетов.

### Классы вычетов
Если дано целое число k, можно определить класс вычета целого числа n как множество всех целых чисел, сравнимых с n по модулю k:
{\displaystyle {\hat {n}}=\{m\mid m\equiv n{\pmod {k}}\}.} 
То есть класс вычетов {\displaystyle {\hat {n}}} является классом смежности n в факторкольце {\displaystyle \mathbb {Z} /k\mathbb {Z} }.
Множество обратимых элементов по модулю k образует абелеву группу порядка {\displaystyle \varphi (k)}, где умножение в группе задаётся равенством 
{\displaystyle {\widehat {mn}}={\hat {m}}{\hat {n}}}, а {\displaystyle \varphi } 
снова означает функцию Эйлера.  
Единицей в этой группе служит класс вычетов {\displaystyle {\hat {1}}}, а обратным элементом для {\displaystyle {\hat {m}}} является класс вычетов {\displaystyle {\hat {n}}}, где 
{\displaystyle {\hat {m}}{\hat {n}}={\hat {1}}}, то есть {\displaystyle mn\equiv 1{\pmod {k}}}. Например, для k=6 множеством обратимых элементов является {\displaystyle \{{\hat {1}},{\hat {5}}\}}, поскольку 0, 2, 3 и 4 не взаимно просты с 6.
Группа характеров {\displaystyle (\mathbb {Z} /k)^{*}} состоит из характеров классов вычетов.  Характер класса вычетов {\displaystyle \theta } на {\displaystyle (\mathbb {Z} /k)^{*}} примитивен, если нет собственного делителя d для k, такого что  {\displaystyle \theta } факторизуются как {\displaystyle (\mathbb {Z} /k)^{*}\to (\mathbb {Z} /d)^{*}\to \mathbb {C} ^{*}}.

### Характеры Дирихле
Определение характера Дирихле по модулю k обеспечивает, чтобы он был ограничен характером группы обратимых элементов по модулю k: группа гомоморфизмов {\displaystyle \chi } из {\displaystyle (\mathbb {Z} /k)^{*}} в ненулевые комплексные числа
{\displaystyle \chi :(\mathbb {Z} /k\mathbb {Z} )^{*}\to \mathbb {C} ^{*}},
со значениями, которые обязательно будут корнями из единицы, поскольку обратимые элементы по модулю k образуют конечную группу. В обратном направлении, если дана группа гомоморфизмов {\displaystyle \chi } на группе обратимых элементов по модулю k, мы можем поднять до вполне мультипликативной функции на целых числах, взаимно простых с k, а затем расширить эту функцию на все целые числа путём присвоения значения 0 на всех целых числах, имеющих нетривиальные делители, общие с k.  Получающаяся функция будет тогда характером Дирихле.
Главный характер {\displaystyle \chi _{1}} по модулю k имеет свойства 
{\displaystyle \chi _{1}(n)=1} при НОД(n, k) = 1 и
{\displaystyle \chi _{1}(n)=0} при НОД(n, k) > 1.
Ассоциированный характер мультипликативной группе {\displaystyle (\mathbb {Z} /k)^{*}} является главным характером, который всегда принимает значение 1.
Когда k равен 1, главный характер по модулю k равен 1 на всех целых чисел.  Для k, большего 1, главные характеры по модулю k обращаются в нуль в целых числах, имеющих ненулевые общие множители с k, и равно 1 на других целых числах.
Имеется {\displaystyle \varphi (n)} характеров Дирихле по модулю n.

## Примеры
- Для любого нечётного модуля {\displaystyle k} символ Якоби {\displaystyle \left({\frac {n}{k}}\right)} является характером по модулю {\displaystyle k}.
- Степенной вычет степени выше 2 — это невещественный характер.

## Некоторые таблицы характеров
Таблицы ниже помогают иллюстрировать природу характеров Дирихле. Они представляют характеры по модулю от 1 до 10. Характеры {\displaystyle \chi _{1}} являются главными характерами.

### По модулю 1
Существует {\displaystyle \varphi (1)=1} характер по модулю 1:
| {\displaystyle \chi \setminus n} | 0 |
| {\displaystyle \chi _{1}(n)}     | 1 |
Это тривиальный характер.

### По модулю 2
Существует {\displaystyle \varphi (2)=1} характер по модулю 2:
| {\displaystyle \chi \setminus n} | 0 | 1 |
| {\displaystyle \chi _{1}(n)}     | 0 | 1 |
Заметим, что {\displaystyle \chi } полностью определяется значением {\displaystyle \chi (1)}, поскольку 1 порождает группу обратимых элементов по модулю 2.

### По модулю 3
Есть {\displaystyle \varphi (3)=2} характера по модулю 3:
| {\displaystyle \chi \setminus n} | 0 | 1 | 2  |
| {\displaystyle \chi _{1}(n)}     | 0 | 1 | 1  |
| {\displaystyle \chi _{2}(n)}     | 0 | 1 | −1 |
Заметим, что {\displaystyle \chi } полностью определяется значением {\displaystyle \chi (2)}, поскольку 2 порождает группу обратимых элементов по модулю 3.

### По модулю 4
Существует {\displaystyle \varphi (4)=2} характера по модулю 4:
| {\displaystyle \chi \setminus n} | 0 | 1 | 2 | 3  |
| {\displaystyle \chi _{1}(n)}     | 0 | 1 | 0 | 1  |
| {\displaystyle \chi _{2}(n)}     | 0 | 1 | 0 | −1 |
Заметим, что {\displaystyle \chi } полностью определяется значением {\displaystyle \chi (3)}, поскольку 3 порождает группу обратимых элементов по модулю 4.
L-ряд Дирихле для {\displaystyle \chi _{1}(n)} равен лямбда-функции Дирихле (тесно связанной с эта-функцией Дирихле)
{\displaystyle L(\chi _{1},s)=(1-2^{-s})\zeta (s)},
где {\displaystyle \zeta (s)} является дзета-функцией Римана.  L-ряд для {\displaystyle \chi _{2}(n)} является бета-функцией Дирихле
{\displaystyle L(\chi _{2},s)=\beta (s).\,}

### По модулю 5
Существует {\displaystyle \varphi (5)=4} характеров по модулю 5. В таблицах i является квадратным корнем из {\displaystyle -1}.
| {\displaystyle \chi \setminus n} | 0 | 1 | 2  | 3  | 4  |
| {\displaystyle \chi _{1}(n)}     | 0 | 1 | 1  | 1  | 1  |
| {\displaystyle \chi _{2}(n)}     | 0 | 1 | i  | −i | −1 |
| {\displaystyle \chi _{3}(n)}     | 0 | 1 | −1 | −1 | 1  |
| {\displaystyle \chi _{4}(n)}     | 0 | 1 | −i | i  | −1 |
Заметим, что {\displaystyle \chi } полностью определяется значение {\displaystyle \chi (2)}, поскольку 2 порождает группу обратимых элементов по модулю 5.

### По модулю 6
Существует {\displaystyle \varphi (6)=2} характеров по модулю 6:
| {\displaystyle \chi \setminus n} | 0 | 1 | 2 | 3 | 4 | 5  |
| {\displaystyle \chi _{1}(n)}     | 0 | 1 | 0 | 0 | 0 | 1  |
| {\displaystyle \chi _{2}(n)}     | 0 | 1 | 0 | 0 | 0 | −1 |
Заметим, что {\displaystyle \chi } полностью определяется значением{\displaystyle \chi (5)}, поскольку 5 порождает группу обратимых элементов по модулю 6.

### По модулю 7
Существует {\displaystyle \varphi (7)=6} характеров по модулю 7. В таблице ниже {\displaystyle \omega =\exp(\pi i/3).}
| {\displaystyle \chi \setminus n} | 0 | 1 | 2                           | 3                            | 4                           | 5                            | 6  |
| {\displaystyle \chi _{1}(n)}     | 0 | 1 | 1                           | 1                            | 1                           | 1                            | 1  |
| {\displaystyle \chi _{2}(n)}     | 0 | 1 | {\displaystyle \omega ^{2}} | {\displaystyle \omega }      | {\displaystyle -\omega }    | {\displaystyle -\omega ^{2}} | −1 |
| {\displaystyle \chi _{3}(n)}     | 0 | 1 | −{\displaystyle \omega }    | {\displaystyle \omega ^{2}}  | {\displaystyle \omega ^{2}} | {\displaystyle -\omega }     | 1  |
| {\displaystyle \chi _{4}(n)}     | 0 | 1 | 1                           | −1                           | 1                           | −1                           | −1 |
| {\displaystyle \chi _{5}(n)}     | 0 | 1 | {\displaystyle \omega ^{2}} | {\displaystyle -\omega }     | {\displaystyle -\omega }    | {\displaystyle \omega ^{2}}  | 1  |
| {\displaystyle \chi _{6}(n)}     | 0 | 1 | {\displaystyle -\omega }    | {\displaystyle -\omega ^{2}} | {\displaystyle \omega ^{2}} | {\displaystyle \omega }      | −1 |
Заметим, что {\displaystyle \chi } полностью определяется значением {\displaystyle \chi (3)}, поскольку 3 порождает группу обратимых элементов по модулю 7.

### По модулю 8
Существует {\displaystyle \varphi (8)=4} характеров по модулю 8.
| {\displaystyle \chi \setminus n} | 0 | 1 | 2 | 3  | 4 | 5  | 6 | 7  |
| {\displaystyle \chi _{1}(n)}     | 0 | 1 | 0 | 1  | 0 | 1  | 0 | 1  |
| {\displaystyle \chi _{2}(n)}     | 0 | 1 | 0 | 1  | 0 | −1 | 0 | −1 |
| {\displaystyle \chi _{3}(n)}     | 0 | 1 | 0 | −1 | 0 | 1  | 0 | −1 |
| {\displaystyle \chi _{4}(n)}     | 0 | 1 | 0 | −1 | 0 | −1 | 0 | 1  |
Заметим, что {\displaystyle \chi } полностью определяется значениями {\displaystyle \chi (3)} и {\displaystyle \chi (5)}, поскольку 3 и 5 порождают группу обратимых элементов по модулю 8.

### По модулю 9
Существует {\displaystyle \varphi (9)=6} характеров по модулю 9. В таблице ниже {\displaystyle \omega =\exp(\pi i/3).}
| {\displaystyle \chi \setminus n} | 0 | 1 | 2                            | 3 | 4                           | 5                            | 6 | 7                           | 8  |
| {\displaystyle \chi _{1}(n)}     | 0 | 1 | 1                            | 0 | 1                           | 1                            | 0 | 1                           | 1  |
| {\displaystyle \chi _{2}(n)}     | 0 | 1 | {\displaystyle \omega }      | 0 | {\displaystyle \omega ^{2}} | {\displaystyle -\omega ^{2}} | 0 | {\displaystyle -\omega }    | −1 |
| {\displaystyle \chi _{3}(n)}     | 0 | 1 | {\displaystyle \omega ^{2}}  | 0 | {\displaystyle -\omega }    | {\displaystyle \omega }      | 0 | {\displaystyle \omega ^{2}} | 1  |
| {\displaystyle \chi _{4}(n)}     | 0 | 1 | −1                           | 0 | 1                           | −1                           | 0 | 1                           | −1 |
| {\displaystyle \chi _{5}(n)}     | 0 | 1 | {\displaystyle -\omega }     | 0 | {\displaystyle \omega ^{2}} | {\displaystyle \omega ^{2}}  | 0 | {\displaystyle -\omega }    | 1  |
| {\displaystyle \chi _{6}(n)}     | 0 | 1 | {\displaystyle -\omega ^{2}} | 0 | {\displaystyle -\omega }    | {\displaystyle \omega }      | 0 | {\displaystyle \omega ^{2}} | −1 |
Заметим, что {\displaystyle \chi } полностью определяется значением{\displaystyle \chi (2)}, поскольку 2 порождает группу обратимых элементов по модулю 9.

### По модулю 10
Существует {\displaystyle \varphi (10)=4} характеров по модулю 10.
| {\displaystyle \chi \setminus n} | 0 | 1 | 2 | 3  | 4 | 5 | 6 | 7  | 8 | 9  |
| {\displaystyle \chi _{1}(n)}     | 0 | 1 | 0 | 1  | 0 | 0 | 0 | 1  | 0 | 1  |
| {\displaystyle \chi _{2}(n)}     | 0 | 1 | 0 | i  | 0 | 0 | 0 | −i | 0 | −1 |
| {\displaystyle \chi _{3}(n)}     | 0 | 1 | 0 | −1 | 0 | 0 | 0 | −1 | 0 | 1  |
| {\displaystyle \chi _{4}(n)}     | 0 | 1 | 0 | −i | 0 | 0 | 0 | i  | 0 | −1 |
Заметим, что {\displaystyle \chi } полностью определяется значением {\displaystyle \chi (3)}, поскольку 3 порождает группу обратимых элементов по модулю 10.

## Примеры
Если p является нечётным простым числом, то функция
{\displaystyle \chi (n)=\left({\frac {n}{p}}\right),\ } где {\displaystyle \left({\frac {n}{p}}\right)} является символом Лежандра, является примитивным характером Дирихле по модулю p.
Более обще, если m является положительным нечётным числом, функция
{\displaystyle \chi (n)=\left({\frac {n}{m}}\right),\ } где {\displaystyle \left({\frac {n}{m}}\right)} является символом Якоби, является характером Дирихле по модулю m.
Это квадратичные характеры — в общем случае примитивные квадратичные характеры возникают в точности из cимвола Кронекера — Якоби.

## Примитивные характеры и кондуктор
При переходе от вычетов по модулю N к вычетам по модулю M для любого множителя M числа N происходит потеря информации. Эффект характеров Дирихле дает противоположный результат – если {\displaystyle \chi *} является характером по модулю M, он индуцирует характер {\displaystyle \chi *} по модулю N для любого N, кратного M.  Характер является примитивным, если он не индуцируется каким-либо характером по меньшему модулю.
Если {\displaystyle \chi } – характер по модулю n и d делит n, мы говорим, что модуль d является индуцированным модулем для {\displaystyle \chi }, если {\displaystyle \chi (a)=1} для всех a, взаимно простых с n и 1 mod d:  характер примитивен, если нет меньшего индуцированного модуля.
Мы можем это формализовать различным образом путём определения характеров {\displaystyle \chi _{1}\mod N_{1}} и {\displaystyle \chi _{2}\mod N_{2}} как согласованных, если для некоторого модуля N, такого что N1 и N2 оба делят N, мы имеем {\displaystyle \chi _{1}(n)=\chi _{2}(n)} для всех n взаимно простых с N, то есть существует некоторый характер {\displaystyle \chi *}, порождённый как {\displaystyle \chi _{1}}, так и {\displaystyle \chi _{2}}.  Это отношение эквивалентности на характерах.  Характер с наименьшим модулем в классе эквивалентности является примитивным, и этот наименьший модуль является кондуктором характеров в классе.  
Непримитивность характеров может привести к отсутствию эйлеровых множителей в их L-функциях.

## Ортогональность характеров
Ортогональность характеров конечной группы переносится на характеры Дирихле.
Если мы зафиксируем характер {\displaystyle \chi } по модулю n, то
{\displaystyle \sum _{a{\bmod {n}}}\chi (a)=0},
если {\displaystyle \chi } не главный характер, иначе сумма равна {\displaystyle \varphi (n)}.  
Аналогично, если зафиксировать класс вычетов a по модулю n, то сумма по всем характерам даёт
{\displaystyle \sum _{\chi }\chi (a)=0},
кроме случая a=1, когда сумма равна {\displaystyle \varphi (n)}.  
Отсюда делаем вывод, что любая периодическая функция с периодом n над классом вычетов, взаимно простых с n, является линейной комбинацией характеров Дирихле.

## История
Характеры Дирихле вместе с их {\displaystyle L}-рядами были введены Дирихле в 1831 году, в рамках доказательства теоремы Дирихле о бесконечности числа простых чисел в арифметических прогрессиях. Он изучал их только для {\displaystyle s\in \mathbb {R} } и в основном когда {\displaystyle s} стремится к 1. Расширение этих функций на всю комплексную плоскость было получено Риманом в 1859 году.